# Wanderer-Fantasie

Wanderer-Fantasie – primers compassos de la peça, on ja se'ns mostren els motius sobre els quals es basa quasi tota l'obra.

Wanderer-Fantasie és una fantasia per a piano en tonalitat de do major escrita per Franz Schubert el novembre de 1822. Està catalogada com a opus 15 o D. 760. Tots el temes de l'obra deriven del motiu rítmic que la inicia, que està extret d'un lied anterior del mateix autor i del qual en manlleva el nom: "der Wanderer" (el viatger)

## Estructura
Encara que a primera vista sembli una típica sonata en quatre moviments (com moltes altres que escrigué l'autor), del fet que tots quatre comparteixin els mateixos motius podem deduir que la peça és una gran forma sonata,el primer moviment d'una sonata (vegeu sonata i forma sonata) en què les seves diferents parts corresponen a cada un dels quatre moviments encadenats (sense pauses entre ells) de la fantasia:
- Allegro con fuoco ma non troppo, en do major

Se'ns presenta el motiu abans esmentat, això en fa pensar en l'exposició, segons l'estructura de la forma sonata.
- Adagio, en do sostingut menor

Es desenvolupa el material del primer amb una sèrie de variacions sobre el tema del lied original: desenvolupament.
- Scherzo presto, en la bemoll major

recupera el tema del primer moviment però amb variacions: recapitulació.
- Allegro, en do major

Fuga que acaba derivant en un altre tema virtuosístic que conclou definitivament l'obra: coda.
Segurament és l'obra pianística més difícil d'interpretar de l'autor, ja aquest, davant de la impossibilitat d'interpretar-la completament afirmà: "el diable la tocarà".
La peça, molt popular i apreciada, fascinà a Liszt, que utilitzà la mateixa estructura per a la seva sonata en si menor.